# Пожежа на Boeing 777 у Шанхаї
Пожежа на Boeing 777 у Шанхаї — авіаційний інцидент, що стався в день 22 липня 2020 року за участю вантажного авіалайнера Boeing 777F ефіопської авіакомпанії Ethiopian Airlines Cargo під час стоянки в шанхайському міжнародному аеропорті Пудун. На борту літака почалась пожежа. До 15:56 UTC вогонь було повністю ліквідовано і ніхто з членів екіпажу і служб аеропорту не загинув і не постраждав.

## Наслідки
Більше 340 рейсів у аеропорті Пудун скасували або перенаправили в інші аеропорти із-за займання на борту ефіопського вантажного Boeing 777F.